# Reichsstraße 78
Als Reichsstraße 78 wurden im Laufe der Zeit zwei verschiedene Reichsstraßen bezeichnet.

## Hameln – Braunschweig
Bei Gründung des Fernverkehrsstraßensystems 1932 wurde der Streckenabschnitt von Hameln über Elze, Hildesheim und Vechelde nach Braunschweig als Fernverkehrsstraße 78 bezeichnet. Diese Strecke wurde bald darauf in den Verlauf der Reichsstraße 1 aufgenommen und ist heute Teil der Bundesstraße 1.

## Trebnitz – Osterode
Später wurde die Strecke von Trebnitz (Kreuzungspunkt zur R 116) über Kalisch (Kreuzungspunkt zur R 387), Kirchdorf (Kreuzungspunkt zur R 114), Warthbrücken (Koło) (Kreuzungspunkt zur R 114), Leslau (Włocławek) (Kreuzungspunkt zur R 129), Leipe (Lipno) (Kreuzungspunkt zur R 123), Strasburg (Brodnica) (Kreuzungspunkt zur R 382), Samplau (Kreuzungspunkt zur R 144) und Löbau nach Osterode (Kreuzungspunkt zur R 127 und R 130) als Reichsstraße 78 benannt.
Da der gesamte Streckenverlauf außerhalb des deutschen Bundesgebietes liegt, ist die Nr. 78 im Bundesstraßennetz nicht mehr vertreten, die Nummer wurde bisher auch nicht neu vergeben.